# 古川祭
古川祭（ふるかわまつり）は毎年4月19日、20日に岐阜県飛騨市古川町（旧 吉城郡古川町）で開催される気多若宮神社の例祭。「神輿行列」と祭りの開始を告げるために打ち鳴らしたといわれる「起し太鼓」と、絢爛豪華な9台の「屋台巡行」からなる。国の重要無形民俗文化財に指定ならびに、ユネスコの無形文化遺産に登録されている。

## 概要
その起源は定かではないが、文献に最初に登場するのは屋台が1776年（安永5年）、起し太鼓が1831年（天保2年）である。
古川祭は古くは旧暦の8月6日（太陽暦の9月上、中旬頃）に開催されていたが、1886年8月に疫病が流行し例祭ができなくなったことから11月に変更された。また1887年（明治20年）より春祭へと変更し4月16日、17日としたが、1889年（明治22年）より現在の日程となった。
1980年（昭和55年）1月28日に「古川祭の起し太鼓・屋台行事」として国の重要無形民俗文化財に指定された。また、日本三大裸祭りの一つに数えられる。
2016年（平成28年）10月には、18府県33件の「山・鉾・屋台行事」の中の1件として、ユネスコの無形文化遺産に登録勧告され、同年12月1日に登録された。

## 獅子舞
神幸行列の獅子（宮本）と屋台の獅子（神楽）の2種類がおり、神幸行列及び屋台巡行それぞれの露払いとして、各家々で獅子舞を舞い門付けしてゆく。

## 起し太鼓

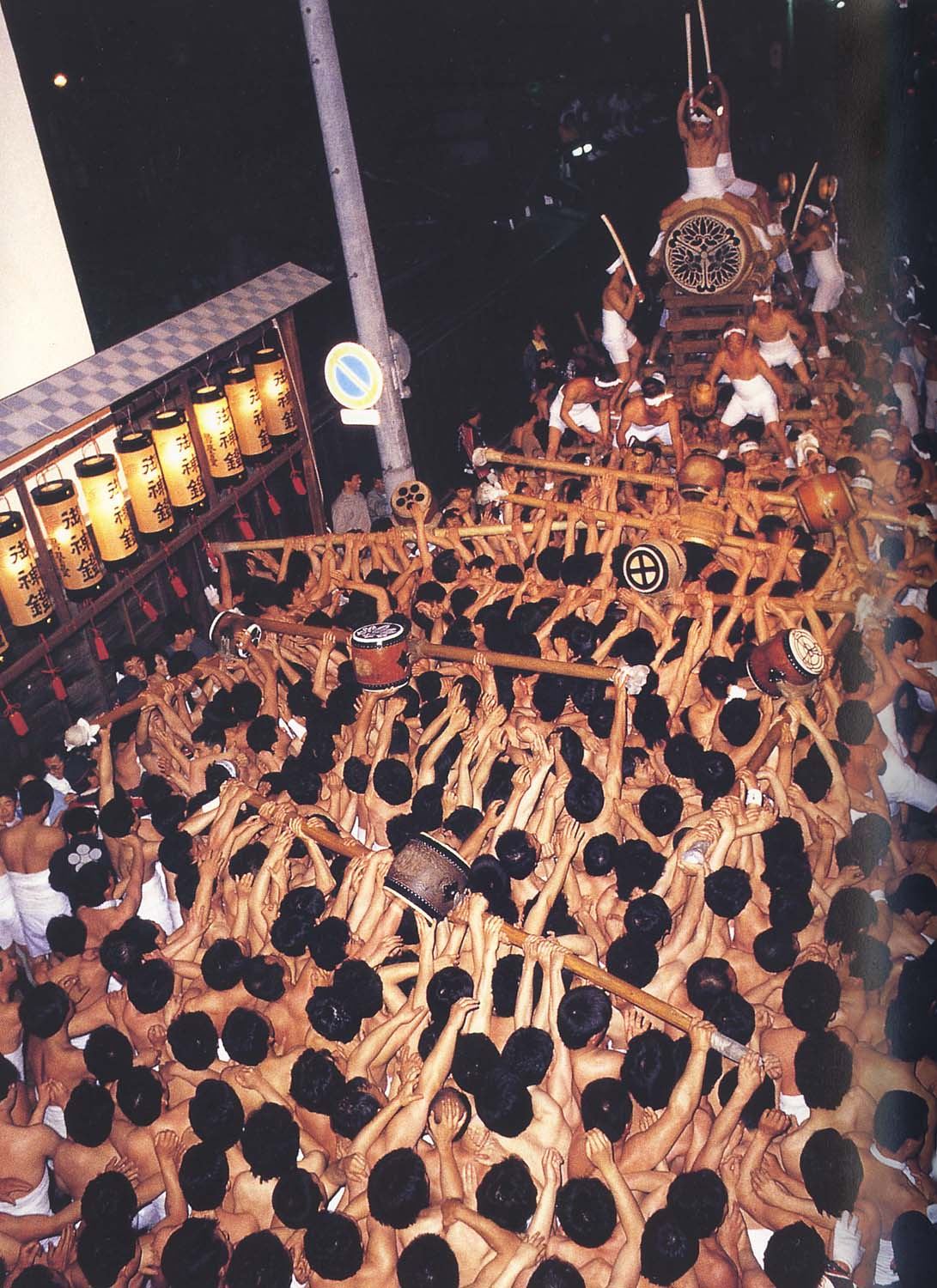
起し太鼓と付け太鼓

文献の上では、1831年（天保2年）に初めて登場する。通常例祭が行われる際には祭の開始を告げるために氏子地内を太鼓を鳴らして回る風習は各地に見られるが（朝太鼓・目覚まし太鼓・一番太鼓）、この太鼓行事そのものが独立した行事となったことが特徴的である。4月20日の本楽祭の開始を告げるために、19日の深夜から太鼓を鳴らして氏子地内を巡ったことが始まりである。太鼓を乗せた櫓を「起し太鼓主事」と呼ばれる当番組が担ぐ。その太鼓の上の両側に男がまたがり、その両側より交互に太鼓を鳴らす。この太鼓をめがけて各台組の付け太鼓（現在は12本存在する）と呼ばれる小さな太鼓が突入する。この付け太鼓は幕末頃より加わったものといわれ、元来この地域の人々は「古川ヤンチャ」といわれる激しい気性が有名であり、これによって起し太鼓も非常に荒々しいものとなった。そのため幾度となく「付け太鼓禁止」が出されたが、1901年（明治34年）に解禁になり現在に至る。
- 明治時代の起し太鼓では櫓に鉤を引っ掛けて荒城川に引きずり落としたことがあるようである。
- 1884年（明治17年）の例祭では付け太鼓禁止に不満を持つ者たちが、「助太鼓」の名目で強行参加した。
- 1906年（明治39年）台組同士のケンカに端を発し警察分署への投石が始まり、窓ガラス49枚を割る。
- 1929年（昭和4年）日頃の警察の取締りに対する不満から、櫓ごと警察署に突入及び投石が行われた。

## 屋台

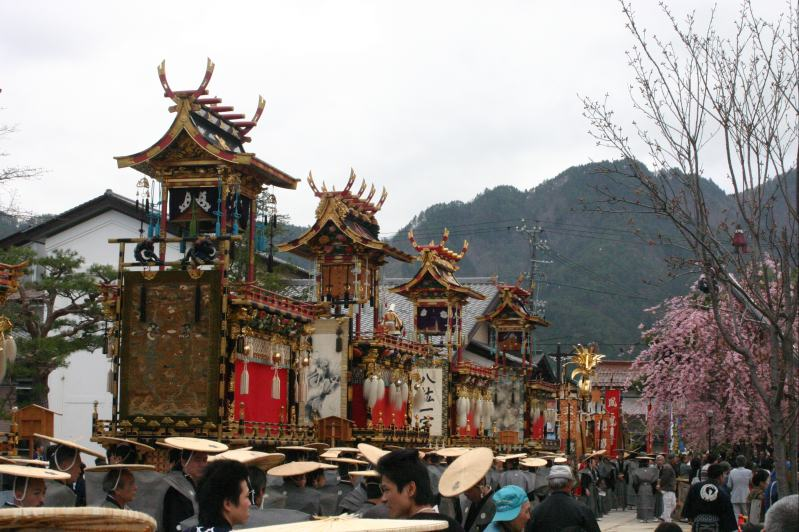
御旅所前に整列する屋台

古川の屋台は1782年（天明2年）当地に来遊した近江の俳人、林篁の記した「飛騨美屋計」の一節で、9台の「屋台」が曳行した様子を知ることができ、当時すでに屋台文化が花開いていたものと推測されるが、各屋台組に残る記録・伝承からはその検証は難しい。屋台の形式や記録より近隣の高山祭の屋台の影響を受けたことは間違いなく、高山の中古屋台を譲り受けた記録もみられる。江戸時代には中段から舞台を出して、子供の歌舞伎・踊り、又はカラクリ人形を操るなど、全屋台に出し物があった。現在は白虎台の子供歌舞伎、青龍台・麒麟台のからくり人形が残る。現存する屋台9台は、「古川祭り屋台」として1970年（昭和45年）8月11日、岐阜県重要有形民俗文化財に指定されている。屋台は3台が飛騨古川まつり会館で常時展示されている（定期的に入換あり）

### 神楽台（向町組）
1840年（天保11年）二之町中組より屋台を譲り受けたのが始まりである。これを黄鶴台と名づけ、その後朱雀台と改名したが、間もなく廃台とした。1883年（明治6年）高山一本杉白山神社より神楽台を譲受け神楽台組を創設、神楽囃子、獅子舞と共に奉仕するようになる。1889年（明治22年）屋台の破損甚だしく、高山の工匠、村山英縄、古川の住人、西野彦次郎、同彫師蜂屋理八等の手により改修する。1925年（大正14年）より解体修理し現在に至る。この屋台は大きな御所車2輪と後部に内輪との3輪である。上段中央に枠をたて金色大太鼓を吊る。枠上に二羽の大鳳凰後面中段より上段にかけて神旗二本を立てる。烏帽子、直垂姿の5人衆が神楽囃子を奏し、獅子舞を行うのはこの屋台だけである。4月19日の午前に気多若宮神社より御分霊を賜る。また屋台主事を担当せず、屋台曳揃え時には常に先頭を行く。

### 三番叟（壱之町上組）
創建年代不詳（1754年（宝暦3年）8月の説あり）であるが、1894年（明治27年）以後になると老朽化から曳行中止し、1904年（明治37年）8月の古川大火のとき、大部分を消失した。現存するのは、猩々緋大幕と女三番叟踊りのからくり人形だけである。人形の製作年代・作者とも不明であるが、13本の綱を5人で操作するこの人形踊りの複雑巧妙なことは当町一番である。現在は屋台の所有がないため、例祭においては台名旗（屋台の名称を記した旗）のみ曳行に参加する。また当台組は神楽台に続き2番目に曳揃えられることになっており屋台主事は行わない。

### 鳳凰台（壱之町中組）
初代の屋台は文化年間（1804年～1817年）にあったと伝えられているが、1891年（明治24年）に廃台し、現在のものは1917年（大正6年）に竣工したものである。この屋台はやや小ぶりであるが、金具や飾りがきらびやかであり、その名の通り屋根には大鳳凰を飾る。見送りは長谷川玉純の「鳳凰の絵」上部を二匹の自彫飛竜がくわえている。

### 麒麟台（壱之町下組）
一番初めの屋台は文久年間（1861年～1863年）につくられたが、1865年（慶応元年）2月25日の大火により焼失した。1881年（明治14年）に再びつくられたが、1924年（大正13年）の祭りを最後に廃棄した。現在の屋台は3代目にあたるが、設計製作は名工上谷彦九郎が担当し、1933年（昭和8年）に完成したものである。1978年（昭和53年）より古い屋台にあったからくり人形を復活させた。見送りは前田青邨の「風神雷神の図」、替見送りは玉舎春輝の「日本武尊東征図」である。

### 三光台（弐之町上組）
創建年代は不明であるが、古くは竜門台と称し、のち三光台と改めた。三光とは日・月・星の意味である。現在の屋台の設計は、当町の加藤理八が設計し飛騨の名工石田春皐によって、1862年（文久2年）に完成したものである。その後、度々の改修により精巧華麗なものとなった。
見送りは幸野楳嶺の「素盞男命八股大蛇退治の図」がある。

### 金亀台（弐之町中組）
創建は安永年間（1772年～1780年）＜貞享年間（1684年～1687年）の説あり＞で、1840年（天保11年）に向町組に譲る。現在のものは1841年（天保12年）6月に竣工したもので、1902年（明治35年）と1926年（大正15年）に修理した。見送りは「双龍図」といい古代つづれ織りで雲に双竜の織出し、下方は波に虎で本金を織り込んでいる。天保年間（1830年～1843年）に購入したもので唐渡品という。四方ベリはテレフチンという生地。裏は印度更紗でできている。替見送りは塩瀬生地で鈴木松年の「亀上浦島の図」である。

### 龍笛台（弐之町下組）
初代の屋台は安政年間（1854年～1859年）に作られたものである。現在の屋台は1884年（明治17年）に着手したもので、1886年（明治19年）に竣工したもので古川祭の屋台で一番大きな屋台である。上段天井には竜が描かれ、見送りの「雲竜の図」とともに、京都の垣内雲麟の作品である。体をくねらせ、両側から見送りを抱えるようにした昇り竜、降り竜の彫刻は名作である。

### 清曜台（三之町上組）
1818年（文政元年）の創建で三之町全体の所有で、扇子台と称していたが抽選により下組と分離して三之町上組の所有となり、台名も清曜台と改めた。1893年（明治26年）祭礼当日曳行中に転倒し大破した。現在の屋台は1933年（昭和8年）から8年間をかけて、大工棟梁、上谷彦九郎によって新築をし、1941年（昭和16年）4月に竣工した。清曜の名にふさわしく清楚な姿を特徴としている。見送りは元公爵近衛文麿の「八紘一宇」である。替見送りは今尾景祥の「海浜老松の図」である。

### 白虎台（三之町下組）
以前は三之町全体で扇子台を所有していたが、三之町上組との抽選で扇子台を失ったことから1842年（天保13年）5月に完成した。これは古い形式を維持したもので下段が高く、彫刻や金具や装身具が少ないものであった。屋台の老朽化に伴い1943年（昭和18年）に曳行を中止した。1981年（昭和56年）～1984年（昭和59年）に大改修を行い現在に至る。当時の古い形式を現在にとどめる。また見送りをもたず、創建当時に演じられていたという子供歌舞伎を復活させ「橋弁慶」を演じる。下段の猩々緋幕は南蛮渡来のものであり、外に類を見ない貴重なものである。また屋根に千木（ちぎ）ではなく御幣（ごへい）をつけているもの非常に特徴的な屋台である。上段に源義経の武者人形をのせる。台紋は源義経を尊崇していたことから源氏の家紋である笹竜胆（ささりんどう）である。

### 青龍台（殿町組）
初代の屋台は創設年代は不明であるが、1817年（文化14年）以前に存在した記録が残る。その後、高山の山王氏子の黄鶴台を天保年間（1830年～1843年）に譲りうけ、1859年（安政6年）に玄翁台と改め、1861年（文久元年）に修築して、青龍台と名づけた。1926年（昭和元年）、1940年（昭和15年）に大改築して現在に至る。金森可重が増島城を築き、そのお膝元（殿町の名もこれに由来する）であったことから、台紋は金森氏の家紋であった梅鉢紋を掲げる。この屋台の車輪は外御所車であることが特徴である。（ちなみに高山春祭りにおける青龍台も高山城のお膝元であった青龍台が同様に梅鉢紋を掲げる）。からくり人形は福禄寿と童子の人形を操っている。見送りは、堂本印象の「昇天龍」である。